# Emergent Gameplay
Emergent Gameplay (englisch für emergente Spielmechanik) ist ein Begriff aus der Spieleentwicklung von Computerspielen, Brettspielen und Kartenspielen. Emergent Gameplay beschreibt, dass aus einfachen Spielregeln unvorhersehbare Spielzüge und Spielausgänge hervorgehen können.

## Abgrenzung
Der Begriff „Emergent Gameplay“ hat je nach Kontext verschiedene Abstufungen. In Brett- und Kartenspielen bezieht sich Emergent Gameplay überwiegend auf die Vielzahl an Spielzügen, die aus im Allgemeinen wenigen Regeln möglich sind. In Computerspielen kann sich Emergent Gameplay zusätzlich auch auf die Handlung beziehen, zum Beispiel in Computer-Rollenspielen, in denen der Spieler den Ausgang der Handlung beeinflussen kann.
Außerdem wird unterschieden, ob das Emergent Gameplay vom Spieleentwickler oder Spieleautor vorhergesehen ist oder nicht. So ist ein Spielen nach den Spielregeln, auch wenn es zu unvorhersehbaren Spielausgängen führt, vom Entwickler vorhergesehen. Auch alternative Handlungsstränge in Rollenspielen zählen zu dieser Art von Emergent Gameplay. Vom Spieleautor unvorhergesehen kann bei Brett- oder Kartenspielen sein, dass die Spieler ihre eigenen Spielregeln entwerfen oder im Spielverlauf betrügen. Bei Computerspielen bedeutet dies auch Hacken, das Benutzen von Cheats oder das Auftreten von Programmfehlern.

## Verwendung im Computerspiel
In Computerspielen spielt Emergent Gameplay eine wesentliche Rolle nicht ausschließlich, aber insbesondere in Spielen mit offener Spielwelt oder Sandbox-Elementen, d. h. Spiele mit großem spielerischen Freiraum. In solchen Spielen bieten die von den Entwicklern bereitgestellten Mechaniken dem Spieler die Möglichkeit, neue Strategien und Anwendungsmöglichkeiten zu entwickeln, die ggf. über die ursprüngliche Intention der Entwickler hinausgehen können. Die Möglichkeit, durch Experimentieren, Austesten und Kombinieren der Spielmechaniken und technischen Funktionen neue Dinge in der Spielwelt zu bewirken, wird in vielen Fällen als positiv und wünschenswert gesehen, auch wenn dies den Aufwand für die Qualitätssicherung der Software erhöht. Durch Emergent Gameplay erhoffen sich Entwickler einen hohen Wiederspielbarkeitswert des Spieles und damit die erhöhte Bindung des Spielers an das Produkt.
Um Emergent Gameplay zu ermöglichen, müssen zum einen die Spielmechaniken und Werkzeuge derart form- und anwendbar sein, dass der Spieler sie in erwartbarer oder auch unerwarteter Weise miteinander kombinieren kann. Die Möglichkeit verschiedener Lösungswege allein ist noch kein ausreichendes Merkmal, wenn es keine Verknüpfungsmöglichkeiten unter ihnen gibt. Zum anderen müssen die Spielaufgaben die Anwendung solcher Strategien erlauben oder sogar belohnen. Der Titel Minecraft etwa, in dem der Spieler ähnlich dem Lego-Spielsystem eine Welt nach seiner Vorstellung formen kann, bietet ein leicht zu erlernendes Spielprinzip mit einer simplen Benutzeroberfläche und eingängigen Spielsteuerung. Durch die Verknüpfung der verschiedenen Mechaniken entstehen aber zahlreiche Anwendungsmöglichkeiten, die der Kreativität des Spielers große Freiräume bieten und ihn selbst nach längerer Spielzeit noch neue Dinge entdecken lassen können. Ähnliche Aspekte bestimmen beispielsweise das Genre der Survival Games.
Ein Beispiel für eine begrenztere Form des Emergent Gameplay ist der „Rocket Jump“, der insbesondere durch Ego-Shooter Quake aus dem Jahr 1996 populär wurde. Dabei handelte es sich ursprünglich um eine unbeabsichtigte Auswirkung einer Programmfunktion, die es dem Spieler ermöglichte, mit Hilfe des Rückstoßes eines Raketenwerfers die eigene Figur schneller und über eine größere Distanz fortzubewegen, als dies mit der üblichen Bewegungssteuerung möglich wäre. Durch die derart vergrößerte Sprungkraft, die eine gewisse Fertigkeit seitens des Spielers erforderte, konnten beispielsweise scheinbar außer Reichweite liegende Stellen innerhalb eines Spiellevels erreicht werden. Im Wettkampf mit anderen Spielern konnte sich der Anwender dadurch Vorteile verschaffen oder versteckte Belohnungen innerhalb der Spielwelt überhaupt erst entdecken. Die Popularität dieser Funktion führte zur Übernahme in zahlreichen Computerspielen.